# Albert von Memerty

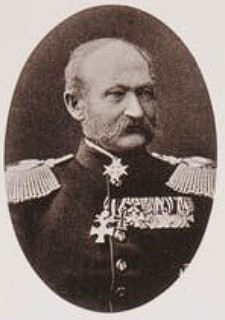

Albert von Memerty (8 de diciembre de 1814 - 24 de enero de 1896) fue un general en los ejércitos del Reino de Prusia y del Imperio alemán.
Memerty nació en Damsdorf cerca de Bütow en Pomerania. Se alistó al Ejército prusiano el 8 de marzo de 1832, uniéndose al Regimiento de Infantería N.º 4 como soldado. La promoción a oficial tuvo lugar el 18 de abril de 1835; a Capitán en 1852; y a Mayor en 1859 con el 13.º Regimiento de Westfalia de Reserva. El regimiento se convirtió en el 5.º Reg. de Inf. de Westfalia N.º 53 tras la reorganización del Ejército.
Memerty vio combate por priemera vez en la Segunda Guerra de Schleswig contra Dinamarca. Tomó parte en la batalla de Dybbøl y en la batalla de Als.
Justo antes del estallido de la guerra austro-prusiana en 1866, Memerty fue nombrado Coronel y Comandante del 4.º Regimiento de Granaderos de Prusia Oriental N.º 5. Lideró este regimiento el 27 de junio durante la batalla de Trautenau.
Al inicio de la guerra franco-prusiana, fue promovido a Mayor General y colocado al mando de los Regimientos 4 y 44, que comprendían la 3.ª Brigada de Infantería, que era a la vez parte del Primer Ejército a las órdenes del General Karl Friedrich von Steinmetz. Vio combate en esa guerra en la batalla de Colombey-Rouilly el 14 de agosto, y de nuevo el 31 de agosto - 1 de septiembre en la batalla de Noiseville. Participó en el sitio de Metz, aunque se vio obligado a abandonar el campo debido a una enfermedad. Vio combate por última vez durante la batalla de Pertry-Poeuilly el 17 de enero de 1871, durante la cual fue gravemente herido.
Memerty recibió la Cruz de Hierro Primera Clase y la Pour le Merite por sus logros. El 2 de noviembre de 1871 fue nombrado Comandante de Danzig, y tras su promoción a Teniente General el 14 de agosto de 1875 le fue concedida su pensión.
Memerty murió el 24 de enero de 1896 en Wiesbaden.